# Enrique Pontón
Enrique Pontón Rivadeneira (Bogotá, 7 de noviembre de 1928-Ciudad de México, 24 de febrero de 1981) fue un actor y periodista mexicano de origen colombiano que como actor incursionó en el teatro, el cine, la radio,  la televisión y el doblaje.

## Primeros años
Se inicia muy joven, con una compañía humorística. Luego trabaja en varias compañías extranjeras: con Álvarez Sierra, José Cibrián y María Guerrero, y Ángel Garaza, hasta que por fin funda su propia compañía y debuta con Un ángel de la calle, del colombiano Efraín Arce Aragón. Pasa a integrar el Grupo Escénico de Radio Nacional, donde hace el ciclo de oro del Teatro Español y otro del teatro de Shakespeare. Luego dirige "La Voz de Medellín", y en esa ciudad funda el primer Centro Experimental de Teatro, que aún funciona en la Biblioteca Popular.

## Trayectoria en la televisión y la radio
Llegó a la televisión en 1956. Funda y dirige el Grupo Escénico de la Universidad Nacional y obtiene el premio al mejor actor de T.V. el "Nenqueteba".  Luego viaja por distintos países de Europa, y se queda en Londres durante casi dos años. En dicha ciudad trabaja en la BBC, como locutor e integrando el grupo escénico de la emisora. Vio mucho teatro y tuvo oportunidad de integrar varias compañías. Es especialmente recordada su representación de Gente sin tierra de James Brabazón, obra que luego tradujo y presentó en Colombia. En 1964 se trasladó a México, donde incursiona en el cine y en el doblaje.

## Trabajos en cine y televisión
- Capulina contra las momias (México)
- Crónica roja (1979)
- Un cura de locura (1979)
- Los amantes fríos (1978) .... marido de Chona (episodio "El soplador del vidrio")
- Muñeca rota (1978) TV Series
- El elegido (1977) .... Sacerdote
- El guía de las turistas (1976)
- Más negro que la noche (1975) .... Abogado
- Laberinto de pasiones (1975)
- Rapiña (1975)
- Disputa (1974)
- Las víboras cambian de piel (1974) .... Jugador
- Payo - un hombre contra el mundo (1974)
- Capulina contra las momias (1973)
- De qué color es el viento (1973)
- El metiche (1972)
- La otra mujer (1972)
- El deseo en otoño (1972) .... don Esteban
- Jesús, María y José (1972)
- La criada bien criada (1972)
- ¡Cómo hay gente sinvergüenza! (1972)
- Jesús, el niño Dios (1971)
- Santo contra los cazadores de cabezas (1971) .... Profesor Castro
- Secreto de confesión (1971)
- El Nano (1971)
- El ardiente deseo (1971)
- Juventud desnuda (1971)
- Una vez, un hombre... (1971)
- Departamento de soltero (1971)
- La Hermana Trinquete (1970)
- Los Juniors (1970)
- Fray Don Juan (1970)
- Modisto de señoras (1969)
- Las golfas (1969)
- El hijo pródigo (1969)
- Veinticuatro horas de vida (1969)
- Concierto de almas (1969) Telenovela
- Secreto para tres (1969) Telenovela
- Los caudillos (1968) Telenovela .... Inquisidor
- Los inconformes (1968) Telenovela
- Tiempo de perdón (1968) Telenovela
- Engáñame (1967) Telenovela
- Un pobre hombre (1967) Telenovela
- A puerta cerrada (1966
- Cada voz lleva su angustia (1965) .... Isidro
- Semáforo en rojo (1964)
- El milagro de la sal (1958) .... Narrador

## Trabajos en teatro
- Agua en las manos
- Arsénico y encaje antiguo
- Casa de muñecas
- El hombre que hacía llover
- El secreto de las esmeraldas
- Hazaña y romance de don José Solís Folch de Cardona
- Lo que no fue
- Los triturados
- Santa Juana
- Seis personajes en busca de autor
- Un día de gloria
- María Estuardo
- Santa Juana
- Un enemigo del pueblo
- Monserrat
- Calvino
- Gente sin tierra